# Cocoa (miasto)
Cocoa – miasto w Stanach Zjednoczonych, w stanie Floryda, w hrabstwie Brevard.